# Своротва
Своротва, Своротовка — річка в Білорусі в Новогрудському й Барановицькому районах Гродненської й Берестейської областей. Права притока річки Мовчаді (басейн Німану).

## Опис
Довжина річки 35 км, площа басейну водозбору 150 км². Формується притоками, безіменними струмками та загатами. Річище вздовж 9,1 км каналізоване.

## Розташування
Бере початок з озера Світязь у ландшафтному заказнику Світязянському. Тече переважно на південний захід через села Велика Своротва та Дрозди і на північній стороні від села Мовчадь впадає в річку Мовчадь, ліву притоку річки Німану.